# Seligenporten
Seligenporten ist ein Gemeindeteil des Marktes Pyrbaum im Landkreis Neumarkt in der Oberpfalz in Bayern.

## Geographie
Das Dorf liegt im Südosten des Marktes an der Schwarzach. Der Altort befindet sich östlich der Schwarzach, im Westen kamen im 20. Jahrhundert Wohnsiedlungen und ein Gewerbegebiet dazu.
Nachbarorte sind Rengersricht, Pavelsbach, Schwarzach und Allersberg.

## Geschichte

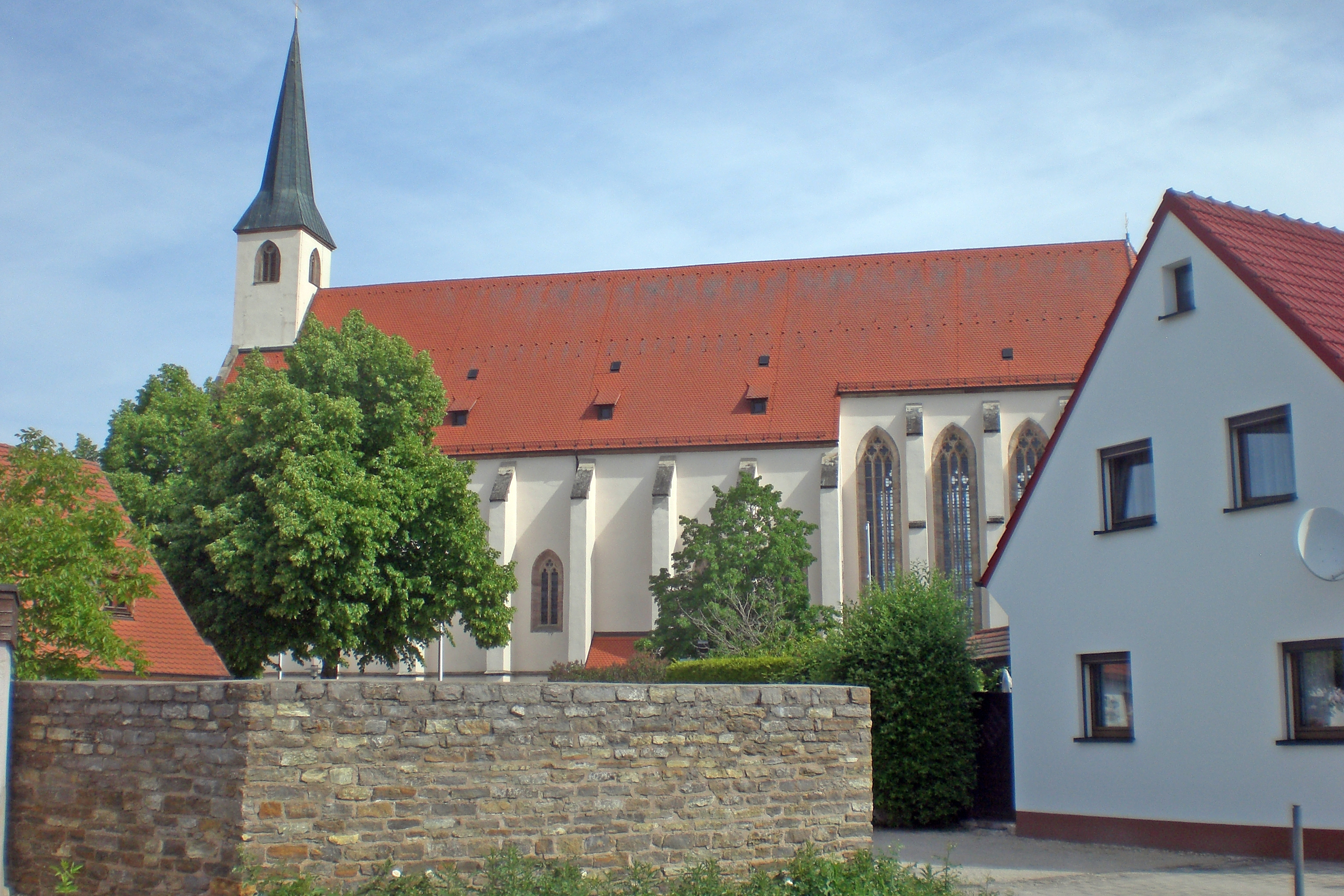
Kloster Seligenporten (2024)

Der Name der Siedlung geht auf das gleichnamige Frauenkloster zurück, das 1242 gegründet und als „monasterii felicis porte“ (Kloster zur glücklichen Pforte) bezeichnet wurde. Der heutige Name der Siedlung ist seit 1273 belegt.
In den folgenden Jahrhunderten wuchs das Kloster rasch und mit ihm auch der Ort, in dem die Klosterbediensteten lebten. Das klösterliche Leben endete 1576 mit dem Tod der letzten Äbtissin Anna von Kuedorf und das Kloster wurde aufgelöst. Die Besitzungen gingen an den Landesherren. Nach der Rekatholisierung der Pfalz wurden die Klostergüter 1671 den Salesianerinnen übergeben, was Seligenporten zu einem wirtschaftlichen Kleinzentrum aufsteigen ließ. 1803 übernahm der bayerische Staat den Klosterbesitz und veräußerte ihn an Privatpersonen.
Als Anfang des 19. Jahrhunderts in Bayern Gemeinden eingeführt wurden, war Seligenporten mit dem Gemeindeteil Schwarzach zunächst eine eigene Ruralgemeinde. Am 1. Oktober 1970 wurde sie nach Pyrbaum eingemeindet.

## Vereine
In Seligenporten ist der Sportverein SV Seligenporten ansässig, dessen Fußballabteilung fünf Spielzeiten bis 2024 in der Regionalliga Bayern spielte.

## Sehenswertes
Im Zentrum des Ortes liegt das gleichnamige Kloster Seligenporten.

## Wirtschaft und Infrastruktur
Im Westen des Ortes liegt das Gewerbegebiet Am Bahnhof.

### Verkehr
In Seligenporten kreuzen sich die Staatsstraße St 2402 von Allersberg nach Postbauer-Heng und die Kreisstraße NM 17 von Möning nach Pyrbaum. 5 Kilometer westlich verläuft die Autobahn A 9 zwischen Nürnberg und Ingolstadt.
Durch Seligenporten verlaufen die Fernwanderwege Berchinger Weg und Rangau-Pfalz-Weg.